# Number One (album de Willy Denzey)
Albums de Willy Denzey
Acte II
(2004)
Singles
1. Que Vous Dire (feat. Ol Kainry)
Sortie : 18 novembre 2002
2. Le Mur Du Son
Sortie : 5 mai 2003
3. #1 Number One (Si Tu Le Veux)
Sortie : 17 novembre 2003
4. L'Orphelin (feat. Kader Riwan)
Sortie : 15 mars 2004

Number One (#1) est le premier opus de Willy Denzey sorti le 2 novembre 2003. 

## Liste des pistes
| 1.    | Tentation                             | W. Denzey, Georges & Kool                              | Wayne Beckford                   | 3:44 |
| 2.    | Le Mur Du Son                         | W. Denzey, S. Sebaï                                    | Wayne Beckford                   | 3:14 |
| 3.    | Life (feat. La Fouine)                | W. Denzey, Georges & Kool, La Fouine                   | Kore & Skalp                     | 4:13 |
| 4.    | XL                                    | W. Denzey, Georges & Kool                              | Boussad Badji & Edwyn Mac Lennan | 3:28 |
| 5.    | Cette Lettre                          | W. Denzey, Georges & Kool                              | Kore & Skalp                     | 3:49 |
| 6.    | L'Orphelin (feat. Kader Riwan)        | W. Denzey, K. Riwan                                    | Kore & Skalp                     | 3:23 |
| 7.    | Number One (Si Tu Le Veux)            | W. Denzey, Georges & Kool                              | Wayne Beckford                   | 3:13 |
| 8.    | Ma Gueule (feat. Diam's)              | W. Denzey, Georges & Kool, M. Georgiades               | Georges & Kool                   | 3:30 |
| 9.    | Au Firmament                          | W. Denzey, Georges & Kool                              | Georges & Kool                   | 4:15 |
| 10.   | Que Vous Dire Remix (feat. Ol Kainry) | S. Sebaï, F. Kpade                                     | Wayne Beckford                   | 3:31 |
| 11.   | De Quel Droit                         | W. Denzey, Georges & Kool                              | Cutee B                          | 3:24 |
| 12.   | Lucide                                | W. Denzey, Georges & Kool                              | Camille Farrel                   | 3:20 |
| 13.   | Beauté                                | W. Denzey                                              | Cutee B                          | 4:23 |
| 14.   | Badaboom Remix (feat. B2K)            | T. Scott, M. Houston, M. Stokes, J. Jackson, W. Denzey | Tony Scott, Marques Houston      | 3:24 |
| 51:25 |                                       |                                                        |                                  |      |

## Crédits
- Artwork : Dimitrisimon.com
- Mixé par : Gordon Cyrus (1,2,7), Wayne Beckford (2,10) Chris Chavenon (3,5,6), Edwyn Mac Lennan (4), Georges & Kool (8,9,), Cutee B (11,13), Camille Farrel (12), Tony (14)
- Assistant mixage : Chris Chavenon (3, 5, 6)
- Photographe : Vincent Soyez / Happyshooting
- Enregistré par : Gordon Cyrus (1,2,7,10), Wayne Beckford (2), Kore & Skalp (3,5,6), Georges Padey (4), Georges & Kool (8,9), Cutee B (11,13), Camille Farrel (12), Tony Scott (14)
- Remix: (10)

## Classement
L'opus est un succès en se classant à la 23e position des charts français. Il est certifié disque d'or avec plus de 150 000 exemplaires vendus.